# Neocallia pubescens
Neocallia pubescens là một loài bọ cánh cứng trong họ Cerambycidae.